# Municipio di Turnov
Il municipio di Turnov (in ceco Radnice v Turnově) si trova al centro della città omonima del Distretto di Semily nella Regione di Liberec, Repubblica Ceca. L'edificio si trova sulla piazza del Paradiso Ceco (Náměstí Českého Ráje) ed è stato costruito nel XVI secolo.

## Storia

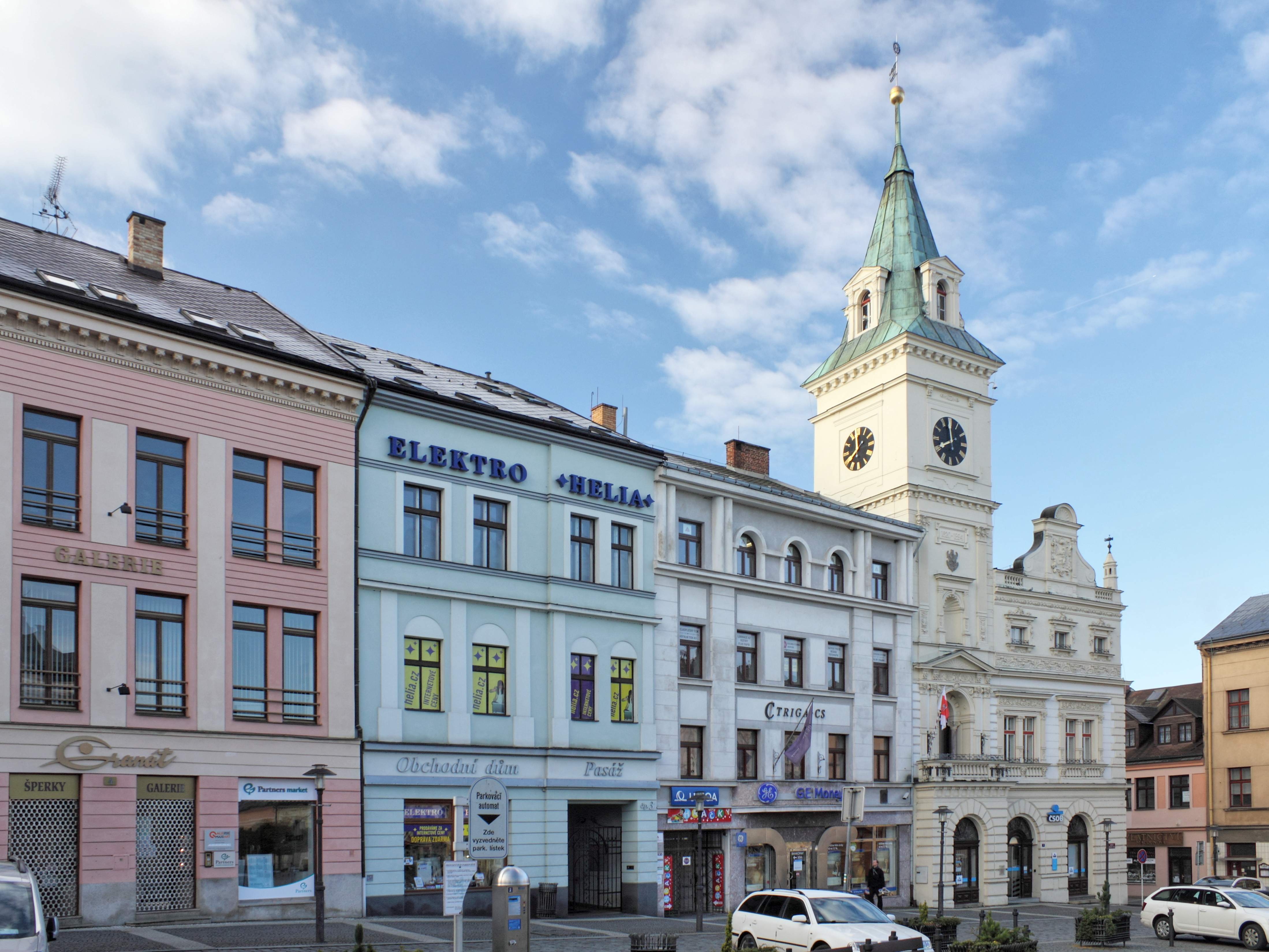
Piazza del Paradiso Ceco (Náměstí Českého Ráje)

Il primo edificio municipale venne costruito in stile rinascimentale nel 1526. Fu danneggiato da alcuni incendi nel 1643 e nel 1707 ed ogni volta venne restaurato assumendo col tempo lo stile tardo rinascimentale che ci è pervenuto. Le principali ricostruzioni si sono avute a metà del XVII secolo e nel 1894. In questa seconda occasione delle decorazioni originali che ne abbellivano la facciata rimase solo lo stemma in pietra della città con un leone e l'indicazione dell'anno 1526.

## Descrizione
Il municipio si affaccia sulla centrale piazza del Paradiso Ceco di Turnov e ne rappresenta il monumento architettonico principale. La torre è la struttura dominante, si alza per quattro piani e si conclude con una copertura a piramide acuta arrotondata. Molto interessante è il meccanismo dell'orologio presente sulla torre, che vi fu installato nel 1570. Di lato la facciata del municipio presenta in alto un frontone curvilineo che conserva la scultura di un leone con l'anno 1527. Sulla sua facciata principale e maggiormente sviluppata, sopra le finestre, sono raffigurati i 7 stemmi delle corporazioni di Turnov tra cui anche la corporazione della confraternita degli scalpellini.

### Monumento culturale della Repubblica Ceca
La tutela dei monumenti della Repubblica Ceca considera il municipio di Turnov un monumento culturale tutelato col numero di catalogo 1000119518.